# 小南海镇 (重庆市)
小南海镇，是中华人民共和国重庆市黔江区下辖的一个乡镇级行政单位。

## 行政区划
小南海镇下辖以下地区：
大路社区、桥梁村、双岩村、塘莲洞村、荆竹村、双堡村、新建村和小南海村。